# Taenaris butleri
Taenaris butleri är en fjärilsart som beskrevs av Charles Oberthür 1880. Taenaris butleri ingår i släktet Taenaris och familjen praktfjärilar. Inga underarter finns listade i Catalogue of Life.